# Los Angeles Raiders 1983
La stagione 1983 degli Los Angeles Raiders è stata la 14ª della franchigia nella National Football League, la 24ª complessiva e la seconda di tredici a Los Angeles. I Raiders conquistarono il loro terzo Super Bowl battendo i Washington Redskins nel Super Bowl XVIII. NFL Films ha prodotto un documentario sui Raiders del 1983 intitolato "Just Win, Baby!", narrato da John Facenda mentre il 24 novembre 2006 NFL Network ha trasmesso "America's Game: The Super Bowl Champions, the 1983 Los Angeles Raiders", con il commento di Marcus Allen, miglior giocatore della finalissima, Todd Christensen e Howie Long e la voce narrante di Alec Baldwin.

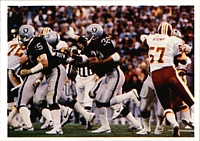
Marcus Allen (al centro) guidò i Raiders al titolo nel Super Bowl XVIII, guadagnando il premio di MVP dopo avere corso un record dell'evento da 191 yard, incluso un memorabile touchdown da 74 yard.

## Scelte nel Draft 1983
| Scelte dei Raiders nel Draft 1983 |        |                  |       |                  |
| Giro                              | Scelta | Giocatore        | Ruolo | College          |
| 1                                 | 26     | Don Mosebar      | C     | USC              |
| 2                                 | 54     | Bill Pickel      | NT    | Rutgers          |
| 3                                 | 82     | Tony Caldwell    | LB    | Washington       |
| 4                                 | 110    | Greg Townsend    | DE    | UCLA             |
| 5                                 | 138    | Dokie Williams   | WR    | UCLA             |
| 7                                 | 194    | Jeff McCall      | RB    | Clemson          |
| 8                                 | 222    | Mike Dotterer    | RB    | Stanford         |
| 9                                 | 249    | Kent Jordan      | TE    | St. Mary's       |
| 10                                | 277    | Mervyn Fernandez | WR    | San Jose State   |
| 12                                | 333    | Scott Lindquist  | QB    | Northern Arizona |

## Roster
| Roster dei Los Angeles Raiders nel 1983 |
| --- |
| Quarterback - 11 David Humm - 6 Marc Wilson - 16 Jim Plunkett Running Back - 32 Marcus Allen HB - 27 Frank Hawkins HB - 33 Kenny King FB - 28 Cleo Montgomery HB/KR - 34 Greg Pruitt HB - 38 Chester Willis HB Wide Receiver - 80 Malcolm Barnwell - 21 Cliff Branch - 82 Calvin Muhammad - 85 Dokie Williams Tight End - 46 Todd Christensen - 87 Don Hasselbeck - 31 Derrick Jensen Offensive Linemen - 50 Dave Dalby C - 79 Bruce Davis OT - 73 Charley Hannah G - 64 Shelby Jordan OT - 70 Henry Lawrence OT - 65 Mickey Marvin G - 72 Don Mosebar C - 66 Steve Sylvester C Defensive Linemen - 77 Lyle Alzado DE - 62 Reggie Kinlaw MG - 75 Howie Long DE - 68 Johnny Robinson DT - 61 Dave Stalls DE - 71 Bill Pickel DT - 93 Greg Townsend DE Linebacker - 56 Jeff Barnes - 54 Darryl Byrd - 57 Tony Caldwell - 83 Ted Hendricks - 53 Rod Martin - 55 Matt Millen - 51 Bob Nelson - 58 Jack Squirek Defensive Back - 45 James Davis CB - 36 Mike Davis S - 26 Vann McElroy S - 37 Lester Hayes CB - 22 Mike Haynes CB/PR - 48 Kenny Hill S - 23 Odis McKinney CB - 20 Ted Watts CB Special Team - 10 Chris Bahr K - 8 Ray Guy P |
| Legenda - I rookie sono in corsivo. - Il primo ruolo è il principale mentre gli eventuali successivi indicano i ruoli secondari. - (IR) sta per Injured Reserve ed indica la lista ristretta per un solo giocatore infortunato che può tornare ad allenarsi dopo la settimana 6 e a rientrare in prima squadra dopo che questa ha giocato 8 partite. - (NF-Inj.) / (NF-Ill.) stanno rispettivamente per Non-Football Injured e Non-Football Illness ed indicano le liste dove viene inserito un giocatore che ha un infortunio o una malattia non dipendente dal football americano. - (PUP) sta per Physically Unable to Perform ed indica la lista dove viene inserito un giocatore mentre è in attesa di recuperare la condizione fisica. Nella stagione regolare dopo la sesta partita giocata dalla propria squadra, il giocatore ha tempo tre settimane per riprendere ad allenarsi, più tre settimane aggiuntive dal suo rientro agli allenamenti per rientrare in prima squadra. |

## Calendario
| Stagione regolare |                        |           |                               |
| Turno             | Avversario             | Risultato | Stadio                        |
| 1                 | at Cincinnati Bengals  | V 20–10   | Riverfront Stadium            |
| 2                 | Houston Oilers         | V 20–6    | Los Angeles Memorial Coliseum |
| 3                 | Miami Dolphins         | V 27–14   | Los Angeles Memorial Coliseum |
| 4                 | at Denver Broncos      | V 22–7    | Mile High Stadium             |
| 5                 | at Washington Redskins | S 35–37   | RFK Stadium                   |
| 6                 | Kansas City Chiefs     | V 21–20   | Los Angeles Memorial Coliseum |
| 7                 | at Seattle Seahawks    | S 36–38   | Kingdome                      |
| 8                 | at Dallas Cowboys      | V 40–38   | Texas Stadium                 |
| 9                 | Seattle Seahawks       | S 21–34   | Los Angeles Memorial Coliseum |
| 10                | at Kansas City Chiefs  | V 28–20   | Arrowhead Stadium             |
| 11                | Denver Broncos         | V 22–20   | Los Angeles Memorial Coliseum |
| 12                | at Buffalo Bills       | V 27–24   | Rich Stadium                  |
| 13                | New York Giants        | V 27–12   | Los Angeles Memorial Coliseum |
| 14                | at San Diego Chargers  | V 42–10   | Jack Murphy Stadium           |
| 15                | St. Louis Cardinals    | S 24–34   | Los Angeles Memorial Coliseum |
| 16                | San Diego Chargers     | V 30–14   | Los Angeles Memorial Coliseum |

### Playoff
| Playoff          |                 |                     |           |                               |
| Giro             | Data            | Avversario          | Risultato | Stadio                        |
| Divisional       | 1º gennaio 1984 | Pittsburgh Steelers | V 38–10   | Los Angeles Memorial Coliseum |
| AFC Championship | 8 gennaio 1984  | Seattle Seahawks    | V 30–14   | Los Angeles Memorial Coliseum |
| Super Bowl XVIII | 22 gennaio 1984 | Washington Redskins | V 38–9    | Tampa Stadium                 |

## Classifiche
| AFC West Division      |    |    |   |      |     |      |     |     |     |
|                        | V  | S  | P | %    | DIV | CONF | PF  | PS  | STR |
| Los Angeles Raiders(1) | 12 | 4  | 0 | .750 | 6–2 | 10–2 | 442 | 338 | V1  |
| Seattle Seahawks(4)    | 9  | 7  | 0 | .563 | 5–3 | 8–4  | 403 | 397 | V2  |
| Denver Broncos(5)      | 9  | 7  | 0 | .563 | 3–5 | 9–5  | 302 | 327 | S1  |
| San Diego Chargers     | 6  | 10 | 0 | .375 | 4–4 | 4–8  | 358 | 462 | S1  |
| Kansas City Chiefs     | 6  | 10 | 0 | .375 | 2–6 | 4–8  | 386 | 367 | V1  |

## Statistiche
| Passaggi         | Passaggi | Passaggi | Passaggi | Passaggi |
|                  | C/TEN    | YARD     | TD       | INT      |
| ---------------- | -------- | -------- | -------- | -------- |
| Jim Plunkett     | 230/379  | 2935     | 20       | 18       |
| Marc Wilson      | 67/117   | 864      | 8        | 6        |
| Marcus Allen     | 4/7      | 111      | 3        | 0        |
| Greg Pruitt      | 0/1      | 0        | 0        | 0        |
| Corse            |          |          |          |          |
|                  | TEN      | YARD     | TD       | MAX      |
| Marcus Allen     | 266      | 1014     | 9        | 19       |
| Frank Hawkins    | 110      | 526      | 6        | 32       |
| Kenny King       | 82       | 294      | 1        | 16       |
| Greg Pruitt      | 26       | 154      | 2        | 18       |
| Marc Wilson      | 13       | 122      | 0        | 23       |
| Jim Plunkett     | 26       | 78       | 0        | 20       |
| Rick Berns       | 6        | 22       | 0        | 13       |
| Cliff Branch     | 1        | 20       | 0        | 20       |
| Malcolm Barnwell | 1        | 12       | 0        | 12       |
| Cleo Montgomery  | 2        | 7        | 0        | 5        |
| Derrick Jensen   | 1        | 5        | 0        | 5        |
| Chester Willis   | 5        | 0        | 0        | 4        |
| David Humm       | 1        | –1       | 0        | –1       |
| Ray Guy          | 2        | –13      | 0        | –3       |
| Ricezioni        |          |          |          |          |
|                  | RIC      | YARD     | TD       | MAX      |
| Todd Christensen | 92       | 1247     | 12       | 45       |
| Marcus Allen     | 68       | 590      | 2        | 36       |
| Cliff Branch     | 39       | 696      | 5        | 99       |
| Malcolm Barnwell | 35       | 513      | 1        | 41       |
| Frank Hawkins    | 20       | 150      | 2        | 28       |
| Dokie Williams   | 14       | 259      | 3        | 50       |
| Kenny King       | 14       | 149      | 1        | 34       |
| Calvin Muhammad  | 13       | 252      | 2        | 45       |
| Cleo Montgomery  | 2        | 29       | 0        | 15       |
| Don Hasselbeck   | 2        | 17       | 2        | 13       |
| Greg Pruitt      | 1        | 6        | 0        | 6        |
| Derrick Jensen   | 1        | 2        | 1        | 2        |

## Premi
- Marcus Allen:

MVP del Super Bowl